# Jacob Little
Jacob Little (Newburyport, 17 maart 1794 - New York, 28 maart 1865) was een van de eerste grote speculanten in de geschiedenis van de aandelenmarkt. Littles heeft in zijn leven beroemdheid verweven door koersmanipulatie en het wedden op bearmarkten.

## Biografie
in 1834 opende Little een makelaardij waarmee hij een klein kapitaal verdiende door het shorten op bedrijven en koersmanipulatie, waardoor hij tussen 1830 en 1840 een van de rijkste Amerikanen werd. Voordat Jacob Little zijn fortuin had vergaard met manipulatie van de markt was deze techniek nog vrij onbekend op Wall Street.
Zijn manipulatie maakte hem echter onpopulair, dit zorgde dat Little meerdere keren uit de New York Stock Exchange is verbannen. Zijn acties hebben ervoor gezorgd dat dat er regels kwamen over de maximale lengte van optie contracten.
Little is in zijn carrière meerdere keren failliet was gegaan, maar heeft ook meerdere keren zijn fortuin nogmaals opgebouwd. Na paniek van 1857 kreeg hij het niet meer voor elkaar om zijn schulden terug te betalen.